# Artemisia selengensis
Artemisia selengensis là một loài thực vật có hoa trong họ Cúc. Loài này được Turcz. ex Besser mô tả khoa học đầu tiên năm 1834.